# ميلي يديناك
مايكل جون «ميلي» يديناك (بالإنجليزية: Mile Jedinak)‏؛ (مواليد 3 أغسطس 1984 في سيدني) هو لاعب كرة قدم أسترالي يلعب حالياً لصالح نادي أستون فيلا الإنجليزي والمنتخب الأسترالي.

## روابط خارجية
- ميلي يديناك على موقع الاتحاد الدولي (مؤرشف)  (الإنجليزية)
- ميلي يديناك على موقع اتحاد تركيا (لاعب) (الإنجليزية)
- ميلي يديناك على موقع إي إس بي إن إف سي (الإنجليزية)
- ميلي يديناك على موقع قاعدة بيانات كرة القدم.إي يو (الإنجليزية)
- ميلي يديناك على موقع ناشيونال فوتبول تيمز (الإنجليزية)
- ميلي يديناك على موقع Soccerbase.com (لاعب) (الإنجليزية)
- ميلي يديناك على موقع Soccerway.com (الإنجليزية)
- ميلي يديناك على موقع عالم كرة القدم.نت (الإنجليزية)
- ميلي يديناك على موقع AS.com (الإسبانية)